# Überraschungsinflation
Unter einer Überraschungsinflation versteht man im Rahmen der Volkswirtschaftslehre das Wahrnehmen einer von den Wirtschaftssubjekten bisher nicht bemerkten, tatsächlich aber vorliegenden Inflation.
Bevor die tatsächlich vorliegende Inflation wahrgenommen wird, nennt man sie versteckte Inflation. Dies kann daran liegen, dass entweder keine (glaubwürdigen) Statistiken über die Inflationsentwicklung vorliegen und/oder die Wirtschaftssubjekte die Inflation in ihren Alltags-Erfahrungen falsch wahrnehmen. Sie unterliegen dann einer Geldwertillusion.
Allerdings ist eine solche Geldwertillusion zumeist nur von befristeter Dauer, da die Wirtschaftssubjekte die Verteuerung der Güter des täglichen Lebens mit großer Wahrscheinlichkeit nach einer gewissen Zeit wahrnehmen.